# Rączki (województwo świętokrzyskie)
Rączki – wieś w Polsce położona w województwie świętokrzyskim, w powiecie włoszczowskim, w gminie Kluczewsko. Przez Rączki przebiega droga wojewódzka nr 742.
W latach 1975–1998 miejscowość położona była w województwie piotrkowskim.
Wierni Kościoła rzymskokatolickiego należą do parafii św. Aleksego w Przedborzu.

## Części wsi
| SIMC    | Nazwa       | Rodzaj      |
| ------- | ----------- | ----------- |
| 0542209 | Biały Brzeg | osada leśna |
| 0542215 | Błota       | przysiółek  |
| 0542221 | Gradek      | przysiółek  |
| 0542238 | Poręba      | przysiółek  |

W Rączkach zaczyna się zielony szlak turystyczny prowadzący do Wojciechowa.
Przez wieś przechodzi również czarny szlak turystyczny prowadzący z Białego Brzegu do Mrowiny.
Na zachód od miejscowości przebiega pieszy Szlak Rekreacyjny Rzeki Pilicy.